# نيك بارك
نيك بارك (بالإنجليزية: Nick Park)‏ مواليد 6 ديسمبر 1958 في لانكشر، إنجلترا، هو مخرج ورسام رسوم متحركة إنجليزي معروف بمسلسل شون ذا شيب. تم ترشيحه لجائزة الأوسكار ست مرات وفاز بها أربع مرات.

## الأعمال
- البنطال الخطأ
- حلاقة دقيقة (فيلم)
- مسألة خبز وموت
- شون ذا شيب
- هروب الدجاج
- والاس وغروميت
- إيرلي مان

## روابط خارجية
- نيك بارك على موقع IMDb (الإنجليزية)
- نيك بارك على موقع الموسوعة البريطانية (الإنجليزية)
- نيك بارك على موقع مونزينجر (الألمانية)
- نيك بارك على موقع ألو سيني (الفرنسية)
- نيك بارك على موقع أول موفي (الإنجليزية)
- نيك بارك على موقع قاعدة بيانات الأفلام السويدية (السويدية)
- نيك بارك على موقع إن إن دي بي (الإنجليزية)
- نيك بارك على موقع قاعدة بيانات الفيلم (الإنجليزية)
- نيك بارك على موقع كينوبويسك (الروسية)